# جیل جانسون (شناگر)
جیل جانسون (به انگلیسی: Jill Johnson) (زادهٔ ۸ ژوئن ۱۹۶۹) شناگر اهل ایالات متحده آمریکا است.